# Dianin Dvůr
Dianin Dvůr (něm. Dianahof; objevuje se také jako Diana) je zřícenina loveckého zámečku a zaniklá osada v okrese Domažlice, které stávaly v lesích u česko-bavorských hranic na návší nad údolím Černého potoka, necelý 1 km od dnes rovněž zaniklé obce Švarcava, pod kterou administrativně spadaly. Dnes zbytky zámečku patří pod obec Rybník a okolo něj vedou cyklotrasy 36 a EV 13 z Rybníka na zaniklou osadu Úpor.

## Historie
Na místě zámečku původně stával poplužní dvůr, který byl založen okolo roku 1736 Janem Bedřichem a Kryštofem Václavem Vidršpergáry. Na přelomu let 1737–1738 je poprvé zmiňován a to ještě pod názvem Schwarza Hof, podle nedaleké obce Schwarzbach (Švarcava). Jeho součástí byl i ovčín. 

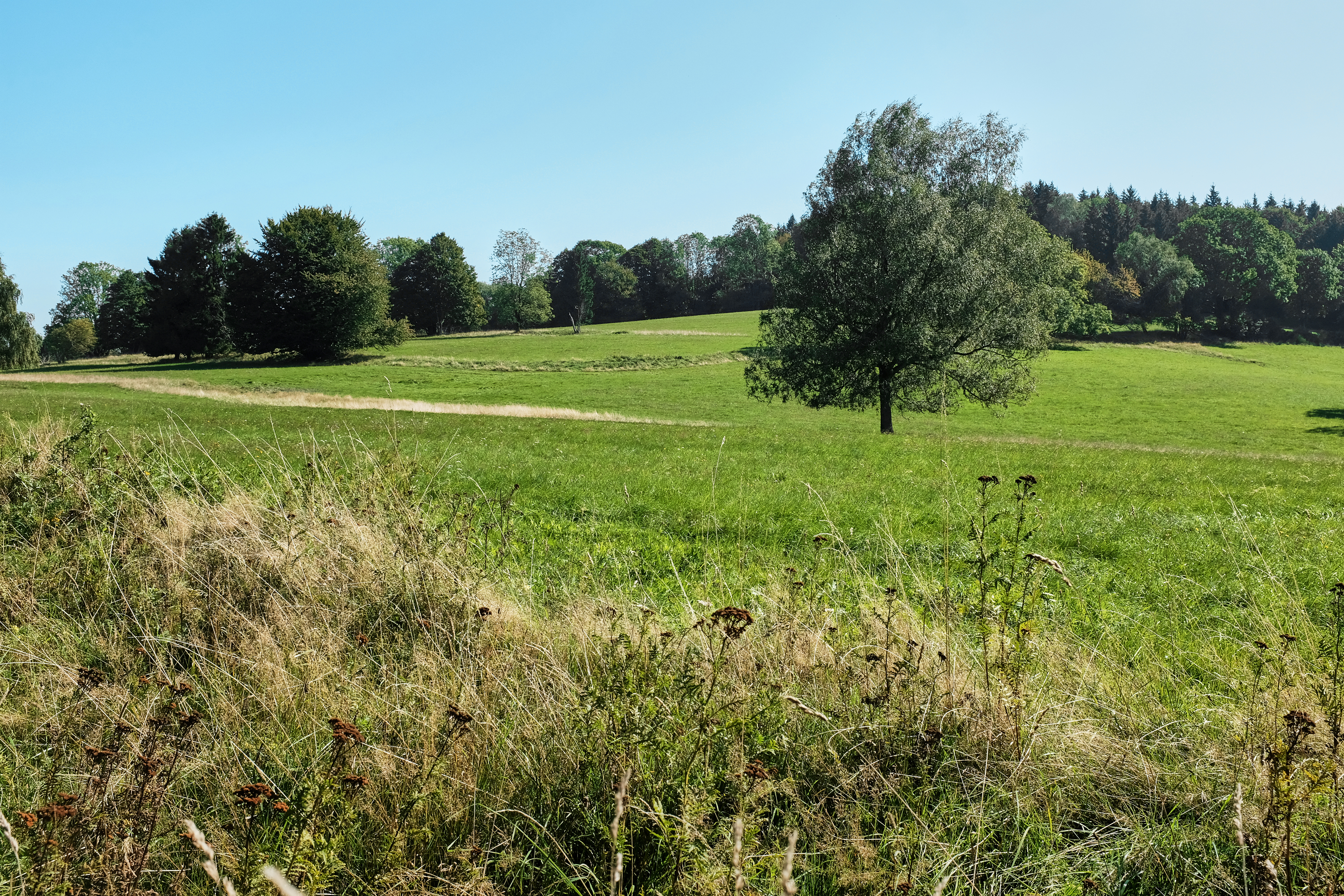
Místo, kde stávala ves Dianin Dvůr

Jako Diana Hoff se poprvé objevuje v roce 1763 a zřejmě již tehdy stával v areálu dvora malý zámeček. Při číslování Švarcavy dostal dvůr čp. 1 a 2, další čísla pak připadla až stavením v Dolní Huti. Po požáru v roce 1812 nechal v roce 1819 Kryštof Vidršpergár postavit lovecký zámeček, doplněný o hospodářské budovy. Zámecká kaple pak byla v roce 1825 zasvěcena sv. Kryštofu. Kromě toho zde stála také škola, kam chodili žáci z Horní a Dolní Huti, Švarcavy a Františkovy Studánky. V letech 1857–1869 zde žil tehdejší majitel baron Beck.
Na podzim 1870  hrabata Coudenhove-Kalergi v okolí zámečku vybudovali oboru pro daňky a jeleny, která po obvodu měřila 18 km. V roce 1916 se dočkal přestavby i zámeček. Ten si pak oblíbila především hraběnka Micuko Coudenhove-Kalergi, původem z Japonska. Po druhé světové válce jej využívala Pohraniční stráž, po jejich přemístění na Bernštejn byl vojáky vyrabován a jelikož se nacházel v hraničním pásmu, ponechán svému osudu. Podle doložených zpráv měl ještě v 70. letech střechu a také interiéry byly zčásti dochované. Až do 90. let stála v jeho blízkosti kovová hláska, tzv. špačkárna. Po roce 1945 se zámeček objevuje již pouze pod názvem Diana. Vybavení ze zámku se Pohraniční stráží postupně dostalo na jejich další sídla – kromě již zmíněného Bernštejna např. i na zámek v Poběžovicích. Některé kusy se ještě v 90. letech nacházely poházené v okolí zámecké zříceniny.